# Aquitard
Met een aquitard wordt in de hydrogeologie een formatie in de ondergrond aangeduid van een laag gesteente of sediment, die in vergelijking tot de omgevende lagen een geringe doorlatendheid heeft. Anderzijds kan deze laag nog genoeg water vasthouden en doorlaten, om de regionale of plaatselijke waterhuishouding te beïnvloeden. In vergelijking tot een aquifer laat het relatief veel minder water door (bijvoorbeeld fijn zand). 
De mate van doorlaatbaarheid {\displaystyle k_{f}} van een bodemlaag wordt uitgedrukt in meters per seconde en bedraagt bij een aquitard tussen de 10−5 en 10−8 of 10−9.  Aquitards houden het midden tussen aquifers (met een doorlaatbaarheid groter dan 10−5) en slecht- of niet-doorlatende lagen (met een doorlaatbaarheid kleiner dan 10−9).